# François Tracanelli
François Tracanelli (Udine, 4 febbraio 1951) è un ex astista francese.

## Palmarès

### Europei indoor
- 1 medaglia:
  - 1 oro (Vienna 1970)

### Universiadi
- 3 medaglie:
  - 2 ori (Mosca 1973; Roma 1975)
  - 1 bronzo (Torino 1970)